# ロックマンワールド
『ロックマンワールド』 (ROCKMAN WORLD) は、1991年7月26日に日本のカプコンから発売されたゲームボーイ用横スクロールアクションゲーム。
当時ファミリーコンピュータで展開されていたロックマンシリーズ（ナンバリング作品）において初の携帯ゲーム機作品であり、ワールドシリーズ1から4まではナンバリング作品の2作をリミックスしオリジナル要素を加えた内容で構成。同年12月20日には続編の『ロックマンワールド2』が発売され、ワールドシリーズは『ロックマンワールド5』（1994年）まで展開された。また、同コンセプト作品に『ロックマンメガワールド』（メガドライブ）が存在する。
2001年にニンテンドウパワーの書き換え用ソフトとして発売されたほか、2011年にニンテンドー3DS用のバーチャルコンソール対応ソフトとして配信された。

## システム
システムは『ロックマン1』のものに近く、『ロックマン2』に登場するE缶は登場しない。
本作では、エネルギーショットタイプの特殊武器を投げる動作（特に立ち状態）で撃つ、耐久力が異常に高いザコ敵の登場、ボスの部屋に入るゲートが1つ（画面1つ分の領域に落ちて入る仕組み）、『2』から登場した4体のボスとはボスラッシュ形式で戦うなど、様々な意味での特徴的な部分を持つ。画面解像度がゲームボーイの大きさであるため、画面に対してキャラクターが大きく敵の回避が困難となっている。

## 特殊武器
ボスと同様、ナンバリング作品との相違点を中心に記述する。特記無きものは特徴はほぼ同じ。
ローリングカッター（CU） - カットマンを撃破 - 消費エネルギー（1）

アイススラッシャー（IC） - アイスマンを撃破 - 消費エネルギー（1）

ファイヤーストーム（FI） - ファイヤーマンを撃破 - 消費エネルギー（1）

サンダービーム（EL） - エレキマンを撃破 - 消費エネルギー（1）

バブルリード（BU） - バブルマンを撃破 - 消費エネルギー（1/2）

クイックブーメラン（QU） - クイックマンを撃破 - 消費エネルギー（1/8）

タイムストッパー（FL） - フラッシュマンを撃破 - 消費エネルギー（-）

アトミックファイヤー（HE） - ヒートマンを撃破 - 消費エネルギー（1、2、4）
『2』と比べて消費エネルギーが少ない。また最大チャージ版で特定の壁を壊すことができる。溜めている間にダメージを受けると自動的に発射される。

ミラーバスター（EN） - エンカーを撃破 - 消費エネルギー（1）
ボタンを押している間、目の前に光の盾を発生させ、その盾が敵のショット攻撃を受けることで、その攻撃を吸収してエネルギー弾で反撃する。特殊武器ゲージは攻撃を吸収した時点で消費する。また、盾自体には攻撃力は無い。

### その他の特殊武器
キャリー（CA） - 前半のボス4体を全員撃破 - 消費エネルギー（-）
空中に台を出す。台は一定時間経つと消滅する。1画面中に1つしか出せない。ジャンプ中や十字キー入力で真下に出せる。

## 備考
- ゲーム中、BGMの一部パートがうまく再生されなくなることがある不具合がある。
- ステージセレクトでカーソルを素早く動かしている時に決定すると、ゲームが止まってしまうバグがある。
- 徳間書店の『ゲームボーイMagazine』での攻略記事において製品版と異なる点があり、製品版ではボス部屋への通路のシャッターは一つだが、記事にはナンバリング作品同様に二つあった。なお発売前の記事であるため、開発中に変更されたものとみられる。

## ストーリー
世界征服を企む悪の天才科学者Dr．ワイリーは、Dr.ライトの開発した4体の産業用ロボットを操り破壊活動を行い始めた。
そんな折、Dr.ライトが開発した家庭用ロボットのロックは、戦闘用に改造されロックマンとして戦場に赴くこととなる。

## 登場キャラクター

### メインキャラクター
DRN.001 ロックマン（Rockman）

Dr.ワイリー（Dr. Wily）

### ボスキャラクター
ナンバリング作品との相違点を中心に記述する。
『ロックマン1』から
前半の、4つの選択ステージに登場する。本作にはワイリーステージでボスと連戦する「ボスラッシュ」がなく、戦うのは選択ステージの1回のみ。

DRN.003 カットマン（Cutman）
ジャンプの高さが低く、下をくぐりにくい。また『ロックマン1』ではダメージを与えると仰け反るように押し戻せるという特殊な挙動があったが、これもなくなっている。

DRN.005 アイスマン（Iceman）
画面の広さの関係で、ジャンプや攻撃の位置が多少異なる。

DRN.007 ファイヤーマン（Fireman）
『ロックマン1』と比べ、攻撃がとても緩い。

DRN.008 エレキマン（Elecman）
カットマンと同様、ダメージ時の仰け反りがなくなっている。
『ロックマン2』から
後半のワイリーステージにのみ登場。部屋にテレポートカプセルが並んだ、『2』以降のボスラッシュの形式で戦うようになっており、ステージが存在しない。全てのボスがいずれかの前半ボスの武器に対してダメージ無効化を持っており、ヒートマンは4ボス全ての武器のダメージを無効化する。

DWN.011 バブルマン（Bubbleman）

DWN.012 クイックマン（Quickman）

DWN.014 フラッシュマン（Flashman）

DWN.015 ヒートマン（Heatman）

### その他のボスキャラクター
RKN.001 エンカー（Enker）
長所:日本の心 / 短所:影が薄い / 好き:大晦日 / 嫌い:外国人
Dr.ワイリーが対ロックマン用に開発したロックマンキラー（Rockman Killer）の第1号。
特殊武器ミラーバスターはエネルギー弾を吸収して衝撃波にして跳ね返す技。チャージスピアと呼ばれる槍を携えた騎士のような外見を持ち、ロックマンを追い詰めることだけに執念を燃やしており、それ以外には興味を持たないため、周りからは「冷たい奴」と思われている。
後に様々なロックマンシリーズ作品に登場しており、スーパーファミコン用ソフト『ロックマンズサッカー』（1994年）、ゲームボーイ用ソフト『ロックマンワールド5』（1994年）、Wii用ソフト『ロックマン10 宇宙からの脅威!!』（2010年）でそれぞれ登場する。
名前の由来は「演歌」。

ワイリーマシン・ワールド1号（Wily Machine World 1）
ワイリーが自分の顔をデザインして造ったワイリーマシンの特別機。口の部分からザコキャラクターのカッティングホイールを発射して攻撃する。

ワイリーマシン・ワールド1号’（ダッシュ）（Wily Machine World 1 Dash）
ワールド1号がエマージェンシー（非常用）システムで強化された形態。ビーム攻撃とカニのはさみのようなアームで攻撃する。磁気シールドのために特定の方法でしかダメージを与えられない。

## 移植版
| No. | タイトル                                        | 発売日                     | 対応機種        | 開発元               | 発売元   | メディア                                      | 型式 | 備考 | 出典                 |
| --- | ----------------------------------------------- | -------------------------- | --------------- | -------------------- | -------- | --------------------------------------------- | ---- | ---- | -------------------- |
| 1   | ロックマンワールド                              | 2001年3月1日               | ゲームボーイ    | 水口エンジニアリング | カプコン | フラッシュロムカセット （ニンテンドウパワー） | -    |      |                      |
| 2   | ロックマンワールド Mega Man: Dr. Wily's Revenge | 2011年6月7日 2011年9月15日 | ニンテンドー3DS | 水口エンジニアリング | カプコン | ダウンロード （バーチャルコンソール）         | -    |      | [ 13 ] [ 14 ]        |
| 3   | ゲームボーイ Nintendo Switch Online             | 2024年6月7日               | Nintendo Switch | 任天堂               | 任天堂   | ダウンロード                                  | -    |      | [ 15 ] [ 16 ] [ 17 ] |

## 開発
本作は「外部の会社に発注して製作すること」をコンセプトとして企画された。ゲームの出来はカプコン側としても上々だったようで、プロデューサーの稲船敬二は「外部に発注する試みは初めてだったが、制作会社の企画マンがロックマン好きで、ロックマンをかなり分かっていると思った。そのためにいい感じになった」とのちに語っている。また稲船はこの喜びから多くのデザインを描いたとも語っている。

## スタッフ
- プロデューサー：藤原得郎
- プログラマー：篠原雅嗣、吉田幸司、金子清巳
- キャラクター・デザイナー：加治勇人、稲船敬二
- 背景デザイナー：木嶋美紀
- サウンド・デザイナー：いけだやすし、友澤眞、梶野俊夫

## 評価
ゲーム誌『ファミコン通信』の「クロスレビュー」では、合計26点（満40点）、『ファミリーコンピュータMagazine』の読者投票による「ゲーム通信簿」での評価は以下の通り、21.6点（満30点）となっている。
| 項目 | キャラクタ | 音楽 | お買得度 | 操作性 | 熱中度 | オリジナリティ | 総合 |
| 得点 | 4.0        | 3.6  | 3.6      | 3.5    | 3.8    | 3.1            | 21.6 |

## 攻略本
- ゲームボーイスーパーヒントブック ロックマンワールド - 徳間コミュニケーションズ、1991年8月20日、ISBN 4-88658-255-9